# Madona com a Bênção do Menino Jesus (Bellini, Detroit, 1509)
A Madona e o Menino ou Madona com a Bênção do Menino Jesus é uma pintura a óleo sobre painel de 1509 do mestre renascentista italiano Giovanni Bellini, encomendada pela família Mocenigo e permanecendo com eles até 1815. Está agora no Detroit Institute of Arts.
Madona (do italiano Madonna, em português "Nossa Senhora" ou "Virgem com o Menino") é a representação artística da Virgem Maria, mãe de Jesus, em pinturas e esculturas (iconografia) na arte cristã. É um tema tradicional, muitíssimo repetitivo, onde as obras representam sempre e Virgem Maria com seu filho Jesus,